# بوليكاربوف آي-16
بوليكاربوف أي-16 (بالروسية: Истребитель шестнадцатый، نح: إيستريبيتل شيستنادتساتي، أي المقاتلة السادسة عشر، وتُعرف اختصارًا باسم И-16)، مقاتلة سوفيتية أحدث إنتاجها نقلة نوعية في مجال صناعة الطائرات العسكرية" كونها الطائرة الأولى من نوعها، أحادية السطح، ذات هيكل كابولي منخفض الأجنحة. بدأ إنتاجها أوائل العقد الرابع من القرن العشرين، وكوّنت مع المقاتلة بوليكاربوف أي-15 القوام الرئيسي للقوات الجوية السوفيتية خلال المراحل الأولى من الحرب العالمية الثانية، وحملت الاسم الكودي إيشاتشوك، أي الحمار (بالروسية: Ишачок)، سطع نجمها أثناء الحرب اليابانية الصينية الثانية، ومعركة خالخين غول، وكذلك الحرب الأهلية الإسبانية، والتي عُرفت خلالها باسم موسكا، أي الذبابة (بالإسبانية: Mosca) داخل صفوف الجمهوريين، بينما أطلق عليها القوميون لقب راتا، أي الفأر (بالإسبانية: Rata)، من جانبهم أطلق عليها الفنلنديون لقب سيبيورافا، أي السنجاب الطائر (بالفنلندية: Siipiorava).